# Carex baccans
Carex baccans är en halvgräsart som beskrevs av Christian Gottfried Daniel Nees von Esenbeck. Carex baccans ingår i släktet starrar, och familjen halvgräs. IUCN kategoriserar arten globalt som livskraftig. Inga underarter finns listade i Catalogue of Life.